# Deporte nacional
Se considera deporte nacional a un deporte popular en un cierto país cuando este es parte intrínseca de la cultura del país. A pesar de que algunos países tienen un deporte nacional por ley, la mayoría de los países no lo tiene, pero tienen un deporte que es el más practicado, como por ejemplo el fútbol, que es el deporte más popular del mundo.

## Deportes nacionales oficiales
Los siguientes países tienen un deporte nacional por ley u otro documento oficial por parte del estado, la mayoría de estos deportes solo se practican en estos países y son parte de su cultura popular.
- Argentina: pato[1]
- Bahamas: vela
- Bangladés: kabaddi[2]
- Brasil: capoeira
- Ecuador: chaza
- Canadá: hockey sobre hielo[3] y lacrosse[4]
- Chile: rodeo chileno[5] y rayuela[6]
- Colombia: tejo [7]
- Filipinas: eskrima
- Irán: Varzesh-e Pahlavani[8]
- México: charrería (o jaripeo) y lucha libre profesional[9]
- Nepal: dandi biyo
- Puerto Rico: paso fino[10]
- Sri Lanka: vóleibol[11]
- Uruguay: jineteada gaucha[12]

## Deportes nacionales no oficiales
En los siguientes países no hay una ley que indique que el deporte sea considerado como deporte nacional, pero la gente y los medios de comunicación los ha declarado como tal debido a su popularidad.
- Afganistán: buzkashi[13]
- Argentina: fútbol[14]
- Azerbaiyán: chovgan
- Bután: tiro con arco[15]
- Chile: carreras a la chilena y volantinismo
- Cuba: béisbol[16]
- Camboya: prodal
- India: hockey sobre césped
- Irlanda: fútbol gaélico y hurling
- Jamaica: cricket
- Japón: sumo[17]
- Laos: muay lao
- México: boxeo
- Mongolia: tiro con arco
- Pakistán: hockey
- Perú: paleta frontón
- Tailandia: muay thai
- Serbia: baloncesto
- Suiza: hornussen y schwingen

## Deportes más populares

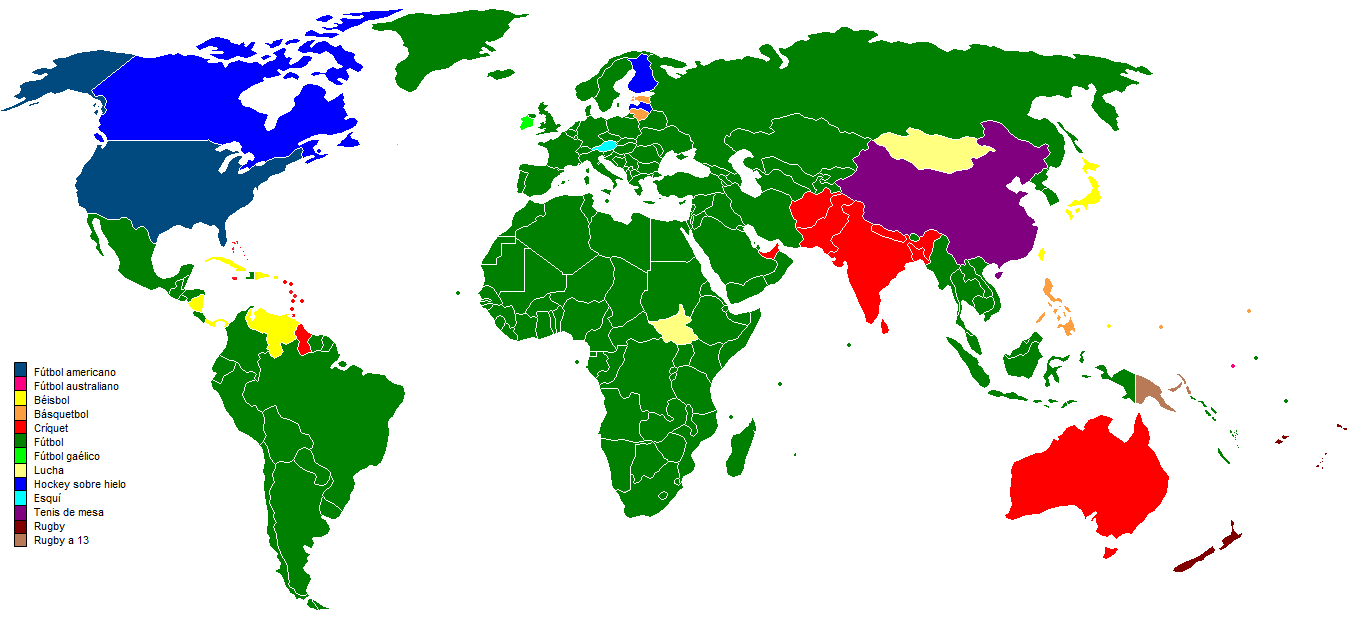
El mapa muestra los deportes más populares en los distintos países del mundo.

En la mayoría de los países no existe un deporte nacional pero sí existe un deporte que es el más popular y practicado. Dicho deporte es el fútbol asociación, que es el más practicado en la mayoría de los países.